# Colomieu
Colomieu ist eine französische Gemeinde im Département Ain in der Region Auvergne-Rhône-Alpes. Sie gehört zum Kanton Belley im Arrondissement Belley. Die Bewohner nennen sich Colomiards.

## Lage
Die Gemeinde Colomieu liegt in der Landschaft Bugey in den südlichsten Ausläufern des Jura, sechs Kilometer südwestlich von Belley. Sie grenzt im Norden an Saint-Germain-les-Paroisses,  im Osten und Süden an Arboys en Bugey, im Südwesten an Conzieu und im Nordwesten an Ambléon.

## Bevölkerungsentwicklung
| Jahr                       | 1962 | 1968 | 1975 | 1982 | 1990 | 1999 | 2009 | 2020 |
| Einwohner                  | 115  | 98   | 97   | 122  | 114  | 128  | 114  | 163  |
| Quellen: Cassini und INSEE |      |      |      |      |      |      |      |      |

## Sehenswürdigkeiten

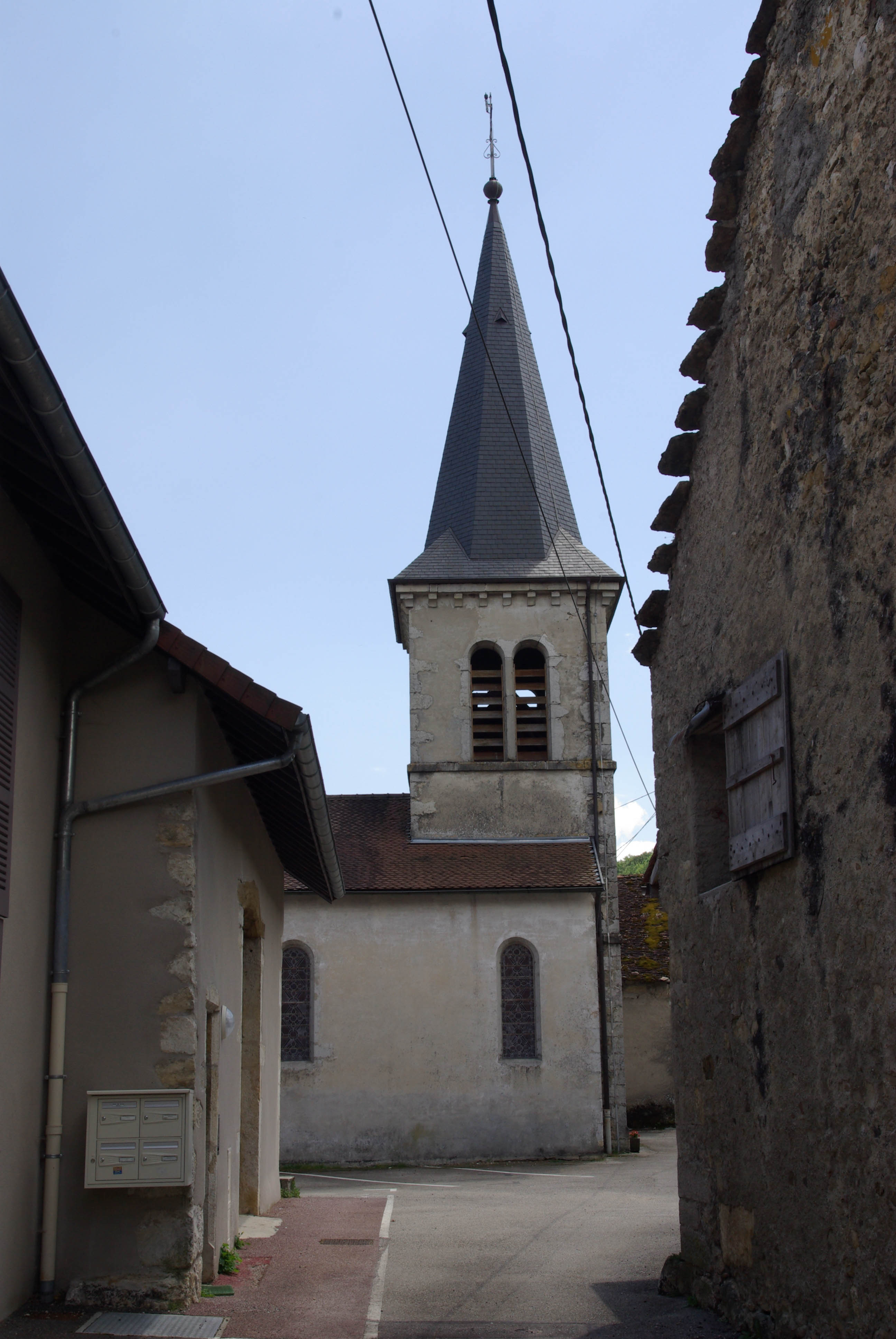
Kirche Saint-Apollinaire
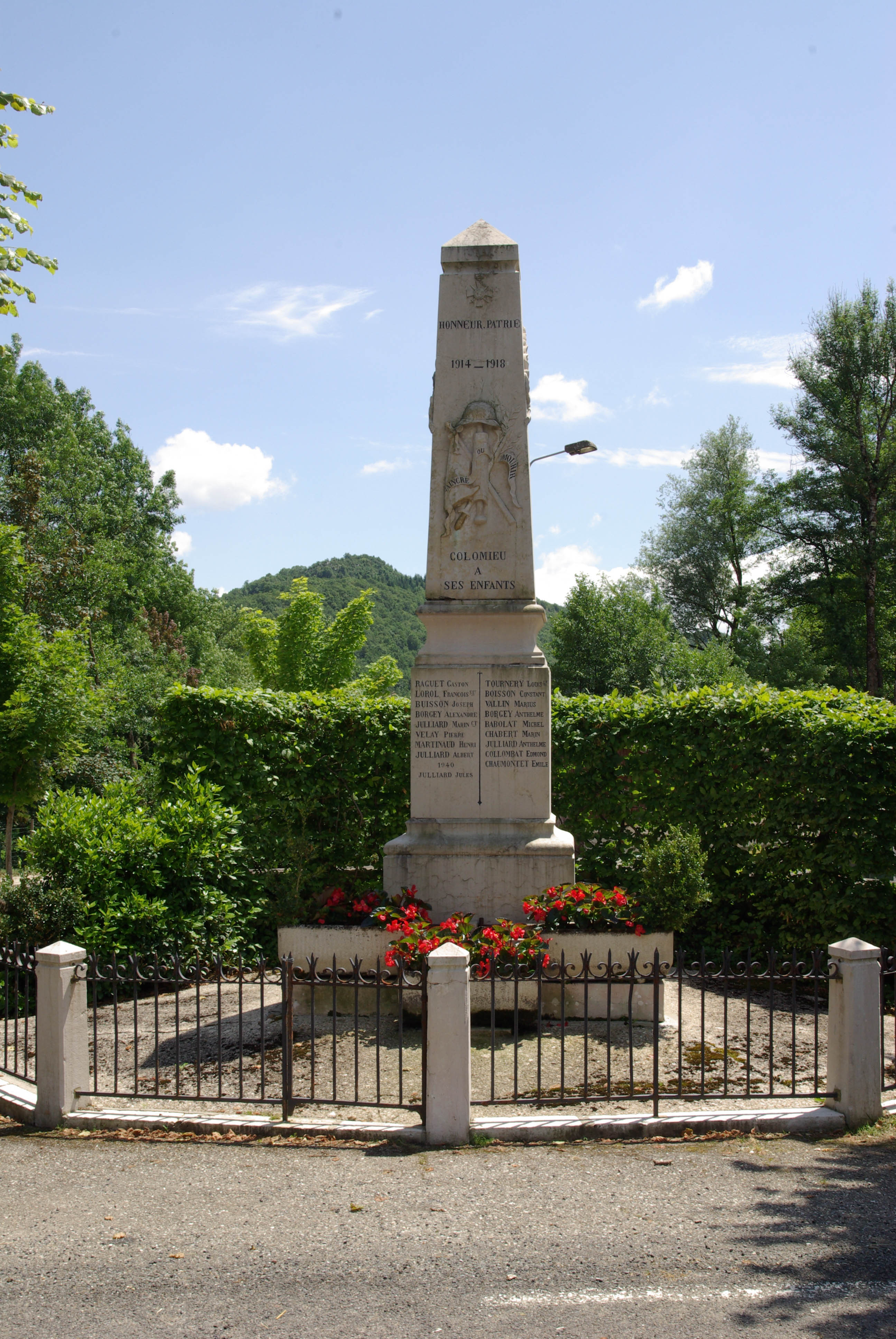
Gefallenendenkmal
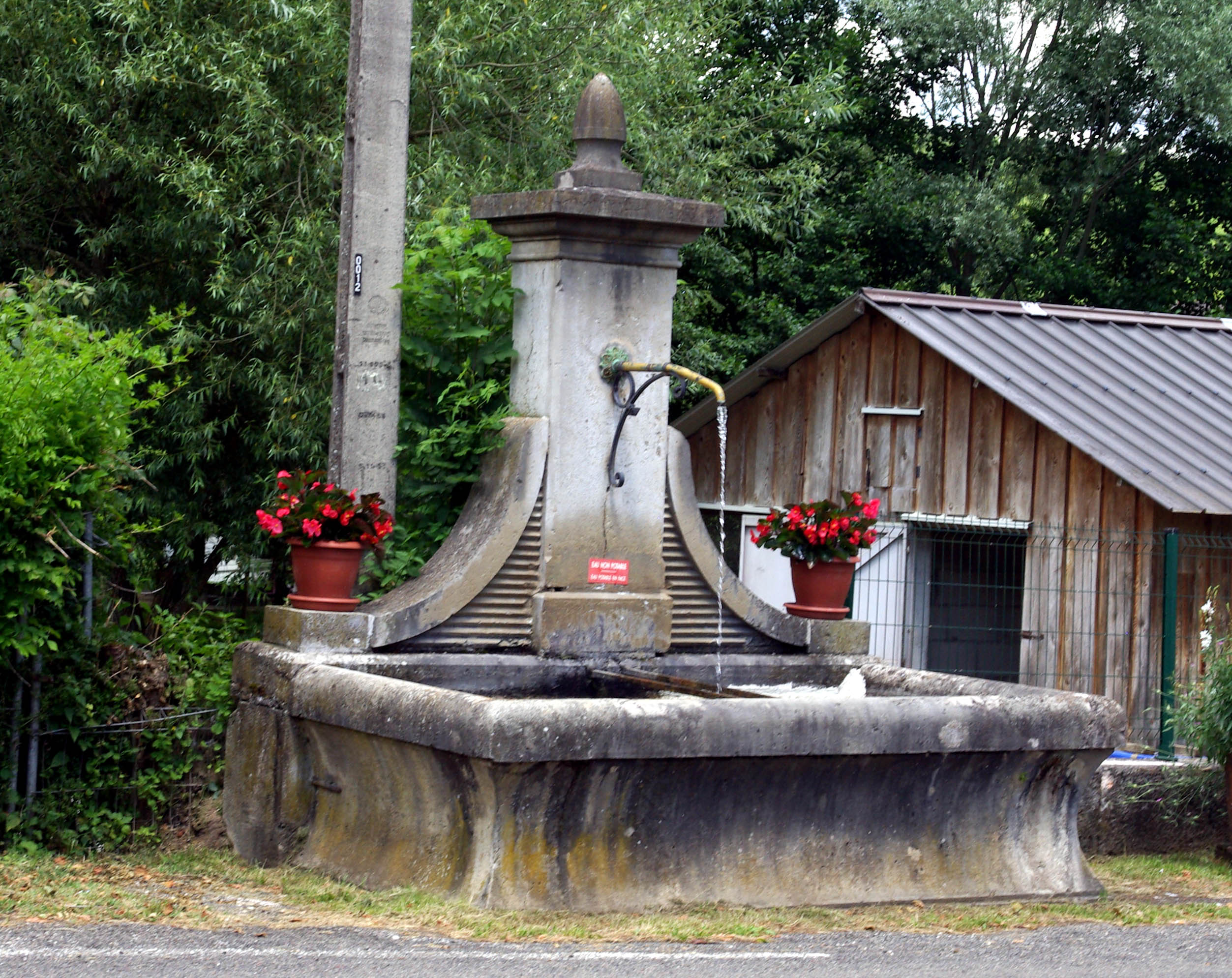
Dorfbrunnen
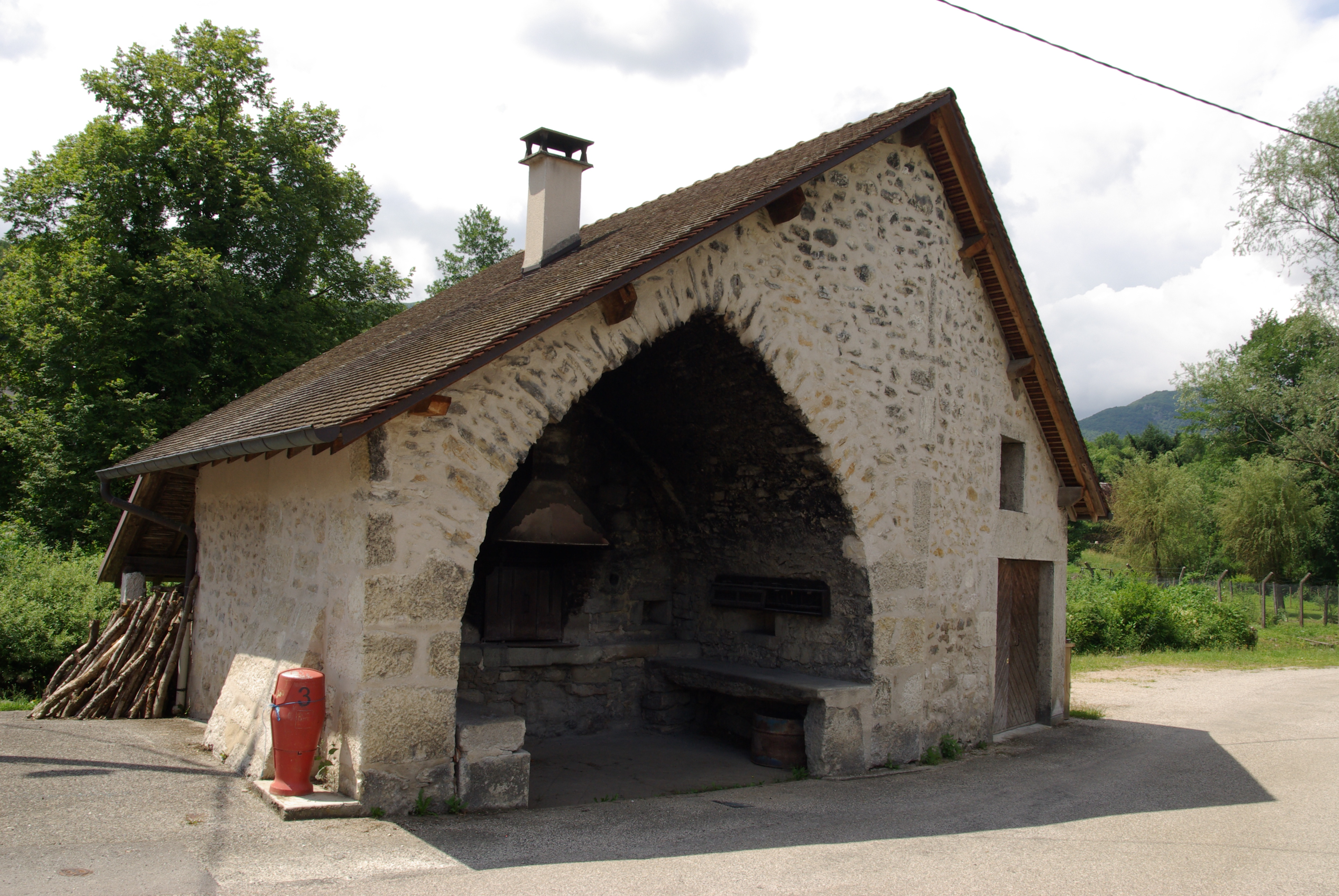
Dorf-Backhaus

- Kirche Saint-Apollinaire
- Gefallenendenkmal
- Dorfbrunnen
- Dorf-Backhaus